# Derick Baegert

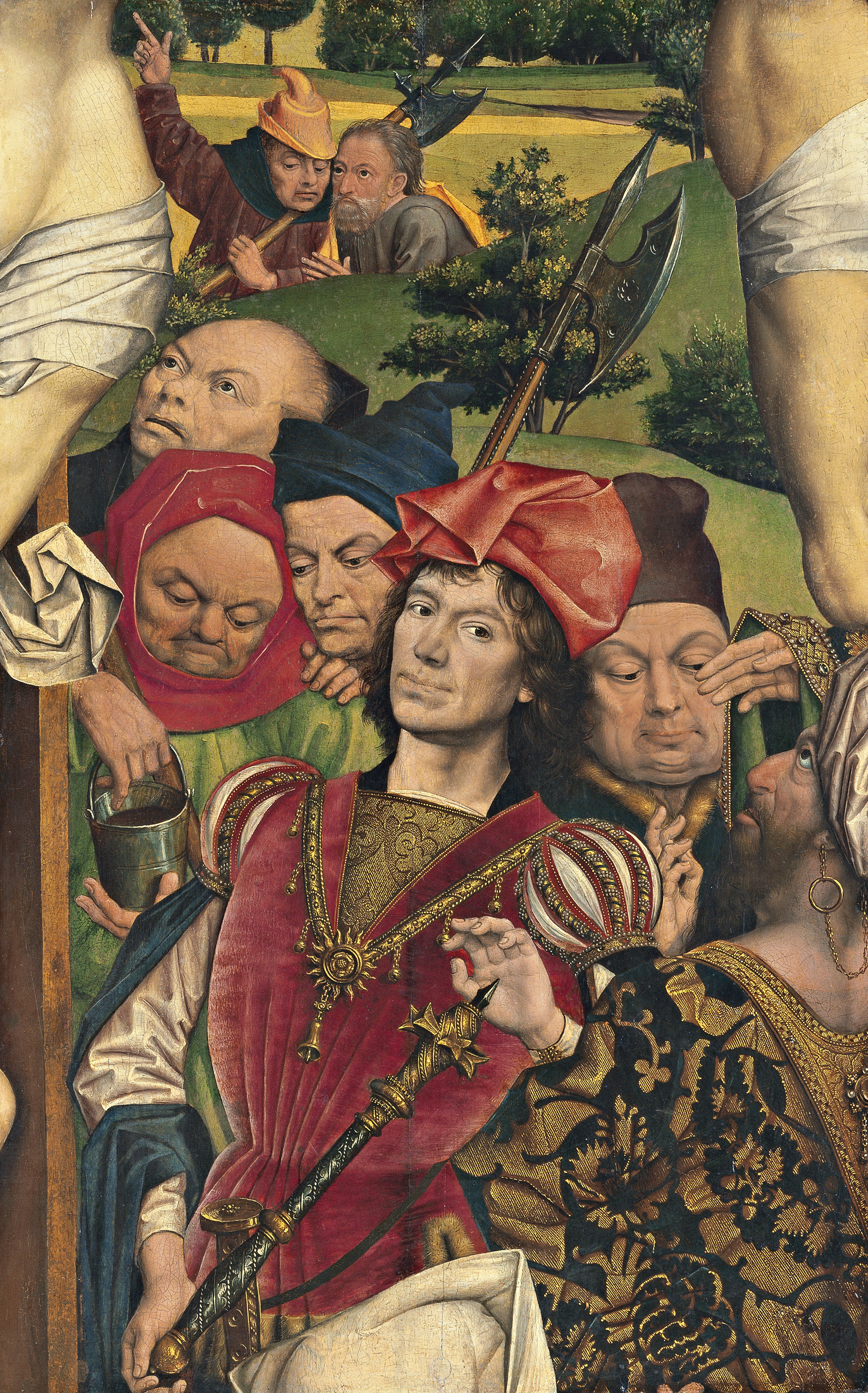
Autoritratto nella Crocifissione del Museo Thyssen-Bornemisza

Derick Baegert (Wesel, 1440 circa – Wesel, dopo 1515) è stato un pittore tedesco.

## Biografia
Fu attivo a Wesel tra il 1465 e il 1515, città di cui era probabilmente originario. La prima menzione riguardo alla commissione di una sua opera risale al 1476, quando il municipio cittadino gli commissionò uno stendardo pittorico. Prima del 1500 eseguì un gran numero di pale d'altare nella zona del Basso Reno.
A causa di un'errata interpretazione di una nota nelle Cronache dominicane di Dortmund, i suoi lavori erano stati in passato riferiti a Victor e Heinrich Duenwegge.